# Leszek Minge
Leszek Minge (ur. 19 stycznia 1958 w Toruniu) – polski hokeista, reprezentant kraju, trener.

## Kariera
Leszek Minge karierę rozpoczął w juniorach Stali Toruń. W 1976 roku rozpoczął profesjonalną karierę w Pomorzaninie Toruń, z którym w sezonie 1976/1977 zajął 12. miejsce i tym samym spadł do II ligi.
Następnie reprezentował barwy: Legii Warszawa (1978–1981), Pomorzanina Toruń (1981-1983 - król strzelców II ligi polskiej w sezonie 1982/1983), Stoczniowca Gdańsk (1984–1986), ponownie Pomorzanina Toruń (1986-1988 - awans do ekstraligi w sezonie 1987/1988) oraz Towimoru Toruń, w którym w 1991 roku w wieku 33 lat zakończył sportową karierę.

## Kariera reprezentacyjna
Leszek Minge wystąpił z reprezentacją Polski U-20 na mistrzostwach świata juniorów 1977 w Czechosłowacji na przełomie grudnia 1976 roku oraz stycznia 1977 roku. Minge na tym turnieju rozegrał 7 meczów, w których zdobył 2 punkty (1 gol, 1 asysta) oraz spędził 2 minuty na ławce kar, a Biało–Czerwoni zakończyli turniej na ostatnim 8. miejscu, w związku z czym musieli rozegrać mecz eliminacyjny z reprezentacją Szwajcarii U-20, jednak odmówili rozegrania meczu i tym samym nie wystąpili na mistrzostwach świata juniorów 1978 w Kanadzie.
Natomiast w seniorskiej reprezentacji Polski w 1988 roku rozegrał 5 oficjalnych meczów, w których strzelił 3 gole. Debiut zaliczył 7 grudnia 1988 roku w Berlinie Wschodnim w przegranym 4:2 meczu towarzyskim z reprezentacją NRD, w którym także strzelił swoją pierwszą bramkę dla Biało–Czerwonych. Wystąpił w niemieckim Stuttgarcie na turnieju Deutschland Cup 1988, na których rozegrał wszystkie 3 mecze: z reprezentacją RFN (1:5 – 1 gol), z reprezentacją ZSRR B (4:8) (nieoficjalny) oraz z reprezentacją Szwajcarii (4:5), a Biało–Czerwoni zakończyli turniej na ostatnim 4. miejscu.

## Statystyki

### Reprezentacyjne
| Rok                | Drużyna            | Turniej            | Miejsce            |   | M | G | A | Pkt | Min |
| ------------------ | ------------------ | ------------------ | ------------------ | - | - | - | - | --- | --- |
| 1977               | Polska U-20        | MŚJ]               | 8                  | 7 | 1 | 1 | 2 | 2   |     |
| 1988               | Polska             | Int.               | –                  | 3 | 2 | 0 | 2 | 0   |     |
| 1988               | Polska             | DC                 | 3                  | 3 | 1 | 0 | 1 | 0   |     |
| Ogółem jako junior | Ogółem jako junior | Ogółem jako junior | Ogółem jako junior | 7 | 1 | 1 | 2 | 2   |     |
| Ogółem jako senior | Ogółem jako senior | Ogółem jako senior | Ogółem jako senior | 3 | 1 | 0 | 1 | 0   |     |

| Polska | Polska     | Polska          | Polska     | Polska | Polska | Polska | Polska        | Polska               |
| Nr     | Data       | Miasto          | Przeciwnik | Wynik  | Bramki | Asysty | Kary (minuty) | Rozgrywki            |
| ------ | ---------- | --------------- | ---------- | ------ | ------ | ------ | ------------- | -------------------- |
| 1.     | 07.12.1988 | Berlin Wschodni | NRD        | 2:4    | 1      | 0      | 0             | Mecz towarzyski      |
| 2.     | 20.12.1988 | Oświęcim        | Austria    | 7:1    | 0      | 0      | 0             | Mecz towarzyski      |
| 3.     | 21.12.1988 | Tychy           | Austria    | 4:2    | 1      | 0      | 0             | Mecz towarzyski      |
| 4.     | 27.12.1988 | Stuttgart       | RFN        | 1:5    | 1      | 0      | 0             | Deutschland Cup 1988 |
| 5.     | 30.12.1988 | Stuttgart       | Szwajcaria | 4:5    | 0      | 0      | 0             | Deutschland Cup 1988 |

## Osiągnięcia

### Zawodnicze
Pomorzanina Toruń
- Awans do ekstraligi: 1988

### Trenerskie
TKH Toruń
- Awans do ekstraligi: 2002

Sokoły Toruń
- Mistrzostwo Polski juniorów: 2012

### Indywidualne
- Król strzelców II ligi polskiej: 1983

### Odznaczenia
- Złota odznaka PZHL (1992)[2]

## Kariera trenerska
Leszek Minge po zakończeniu kariery sportowej rozpoczął karierę trenerską. W latach 1994–1997 był asystentem trenerów: Stanisława Byrskiego (1994–1995) oraz Józefa Stefaniaka (1995–1996) w TTH Toruń, po czym był trenerem pierwszego zespołu, którego prowadził dwukrotnie: w latach 1997-1999 oraz w latach 2001-2003. W sezonie 2001/2002 awansował do ekstraligi.
W sezonie 2011/2012 z juniorskich zespołem Sokołów Toruń zdobył mistrzostwo Polski juniorów. 21 października 2015 roku wrócił do KS-u Toruń w roli asystenta trenera Aleha Małaszkiewicza, którego 30 października 2015 roku zastąpił na stanowisku pierwszego trenera, które zajmował do końca sezonu 2016/2017.
6 października 2017 roku wraz z zawodnikami KS-u Toruń: Kamilem Gościmińskim, Piotrem Huzarskim, Arkadiuszem Kobylińskim, Mateuszem Kurpiewskim, Mateuszem Wiśniewskim przeniósł się do klubu I ligi – Hokej Poznań, którego prowadził do końca sezonu 2017/2018.